# 鍾同
鍾同（1424年—1455年），字世京，江西永豐縣人。明朝政治人物。探花鍾復之子。官至監察御史，景泰年間因上疏立儲之事下獄身死。

## 生平

### 早年
父鍾復，宣德進士，與劉球交好。鍾同自立承父志，曾入吉安忠節祠，見所祀歐陽修、楊邦乂等人，決心身後與諸前賢同列。

### 仕途
景泰二年（1451年），鍾同中進士，次年授監察御史。代宗所立之太子朱見濟薨，朝廷內外希望恢復沂王的儲君身份。鍾同和郎中章綸在朝中谈及沂王而泪下，于是相约疏請復儲。景泰五年（1454年）五月，鍾同借上疏論時政之机，又涉及復儲之事。景帝看後不悅，下廷臣集議。寧陽侯陳懋、吏部尚書王直等請帝納其言，並引罪求罷免，得到慰留。數日之後，章綸再疏復儲之事，結果與鍾同均下詔獄。次年八月，大理寺少卿廖莊也因為論及沂王之事被廷杖。鍾同後死於獄中，年三十二歲。

### 身後
明英宗復辟後，贈鍾同大理寺左寺丞，賜其兩子官職。成化時，賜謚恭湣，從祀忠節祠。